# Bahía de Gruinard
La bahía de Gruinard (del gaélico escocés: Bàgh Ghruinneard) es una ensenada localizada a 12 millas de Poolewe, Ross and Cromarty, en la antigua parroquia de Lochbroom, en la costa occidental de Escocia.

## Geografía
La bahía la forman Loch Broom por el nordeste y su desembocadura por el este con su punto estático en el extremo sur, la península de Rubha Mòr por el oeste y Loch Ewe en la linde suroccidental. La orilla oeste tiene una extensión de 5.5 millas mientras que la este 4,5 millas.
En la zona oriental se puede divisar la isla de Gruinard, conocida por los experimentos bacteriológicos que tuvieron lugar en los años 40. Por el nordeste, en cambio se pueden observar las Islas Summer.
Desembocan tres ríos: Little Gruinard, el cual recorre 4 millas desde Fionn Loch hasta parar en la playa Camas Gaineamhaich, el Gruinard recorre una distancia similar desde el Loch Sealga y el Loch Ghiubhsachain hasta llegar al oeste de Camas Gaineamhaich, y Inverianvie desde Loch à Mhadaidh Mòr hasta su desembocadura final entre los dos ríos.

## Asentamientos
Los asentamientos se encuentran principalmente en la orilla este de la bahía. En los demás puntos se hallan la pequeña aldea de Little Gruinard en el sureste y en la costa oeste la antigua villa pesquera de Laide. En una esquina al norte de la costa destaca la isla de Gruinard y en el extremo oeste: las localidades de Achgarve, Mellon Udrigle y Opinan.

## Galería

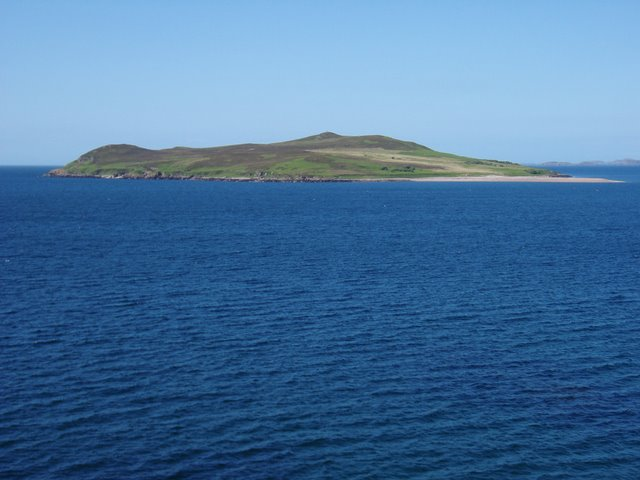
Isla de Gruinard
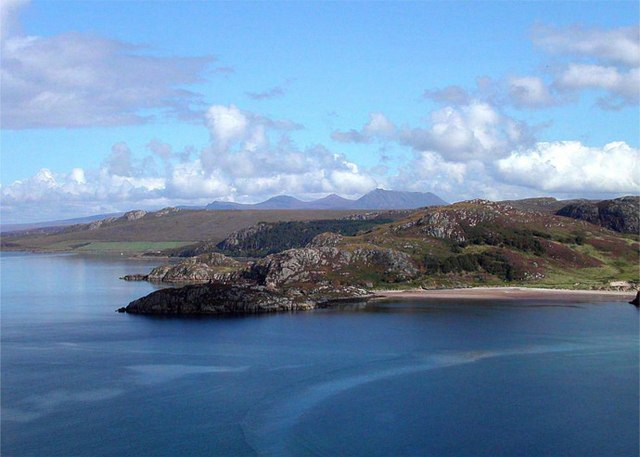